# Oberliga
L'Oberliga (Lega superiore) è la quinta divisione del campionato tedesco di calcio, la massima categoria dilettantistica regionale.
Di base, ogni regione ha la sua Oberliga, tranne però quelle della Germania Est e la Saar. Di contro, le grandi Baviera e Renania-Vestfalia hanno più di un girone.

## Dal 1945 al 1963: primo campionato nazionale

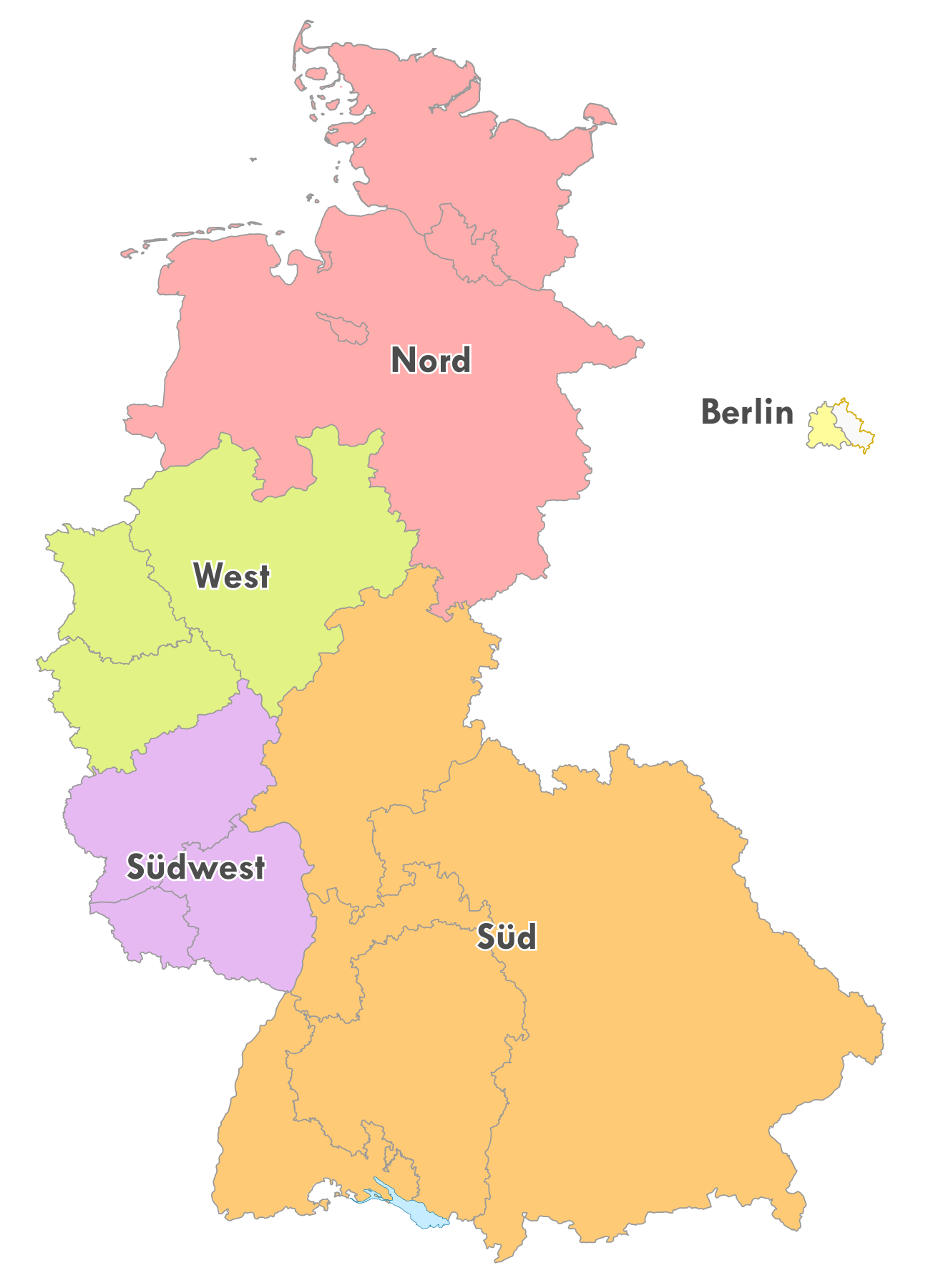
Le cinque Oberligen

Alla fine della seconda guerra mondiale la Germania venne occupata dagli Alleati, e il precedente sistema della Gauliga cessò di esistere. Mentre in Germania Est venne creato un campionato nazionale con un unico girone all'italiana, la DDR-Oberliga, in Germania Ovest vennero creati cinque campionati locali distinti:
- Oberliga West, nata nel 1947;
- Oberliga Süd, nata nel 1945;
- Oberliga Nord, nata nel 1947;
- Oberliga Südwest, nata nel 1945;
- Oberliga Berlin, nata nel 1946.

Ciascuna squadra vincitrice della propria Oberliga, generalmente insieme alla seconda classificata, partecipava al campionato tedesco occidentale nazionale. Questo sistema venne rimpiazzato nel 1963: un numero variabile di squadre proveniente da ciascuna delle cinque Oberligen diede vita alla Bundesliga, avente invece carattere nazionale. Allo stesso modo le squadre che non si riuscirono a qualificare al nuovo campionato diedero invece vita alla Regionalliga, anch'essa divisa in cinque gironi, che costituiva quindi il secondo livello.

### Albo d'oro
Di seguito vengono riportate, stagione per stagione, la vincente del campionato:
| Stagione | Nord        | West              | Südwest              | Süd                   | Berlin                |
| -------- | ----------- | ----------------- | -------------------- | --------------------- | --------------------- |
| 1945-46  | -           | -                 | Saarbrücken          | Stoccarda             | -                     |
| 1946-47  | -           | -                 | Kaiserslautern       | Norimberga            | SG Charlottenburg     |
| 1947-48  | Amburgo     | Borussia Dortmund | Kaiserslautern       | Norimberga            | Union Oberschöneweide |
| 1948-49  | St. Pauli   | Borussia Dortmund | Kaiserslautern       | Kickers Offenbach     | Berliner SV 1892      |
| 1949-50  | Amburgo     | Borussia Dortmund | Kaiserslautern       | Greuther Fürth        | TeBe Berlino          |
| 1950-51  | Amburgo     | Schalke 04        | Kaiserslautern       | Norimberga            | TeBe Berlino          |
| 1951-52  | Amburgo     | Rot-Weiss Essen   | Saarbrücken          | Stoccarda             | TeBe Berlino          |
| 1952-53  | Amburgo     | Borussia Dortmund | Kaiserslautern       | Eintracht Francoforte | Union Berlino         |
| 1953-54  | Hannover 96 | Colonia           | Kaiserslautern       | Stoccarda             | Berliner SV 1892      |
| 1954-55  | Amburgo     | Rot-Weiss Essen   | Kaiserslautern       | Kickers Offenbach     | Viktoria Berlino      |
| 1955-56  | Amburgo     | Borussia Dortmund | Kaiserslautern       | Karlsruhe             | Viktoria Berlino      |
| 1956-57  | Amburgo     | Borussia Dortmund | Kaiserslautern       | Norimberga            | Hertha Berlino        |
| 1957-58  | Amburgo     | Schalke 04        | Pirmasens            | Karlsruhe             | TeBe Berlino          |
| 1958-59  | Amburgo     | Westfalia Herne   | Pirmasens            | Eintracht Francoforte | Tasmania Berlino      |
| 1959-60  | Amburgo     | Colonia           | Pirmasens            | Karlsruhe             | Tasmania Berlino      |
| 1960-61  | Amburgo     | Colonia           | Saarbrücken          | Norimberga            | Hertha Berlino        |
| 1961-62  | Amburgo     | Colonia           | Borussia Neunkirchen | Norimberga            | Tasmania Berlino      |
| 1962-63  | Amburgo     | Colonia           | Kaiserslautern       | Monaco 1860           | Hertha Berlino        |

## Dal 1974 al 1994: terzo campionato nazionale
Nel 1974 venne creata la Zweite Bundesliga e, sotto di essa, il campionato di terzo livello assunse in un primo tempo il nome di 1st Amateurliga, ed in seguito quello di Oberliga. Dal 1978 vennero creati otto campionati, che erano:
- Oberliga Hessen: attiva nello stato federato dell'Assia, venne formata nel 1978;
- Oberliga Südwest: conosciuta come Oberliga Rheinland-Pfalz/Saar dal 2012 e attiva negli stati federati della Renania-Palatinato e della Saarland, venne formata nel 1978;
- Oberliga Baden-Württemberg: attiva nello stato federato del Baden-Württemberg, venne formata nel 1978;
- Oberliga Bayern: attiva nello stato federato della Baviera, venne formata nel 1978;
- Oberliga Nord: attiva negli stati federati della Bassa Sassonia, del Schleswig-Holstein, di Brema e di Amburgo, venne formata nel 1978;
- Oberliga Westfalen: attiva nello stato federato della Renania Settentrionale-Vestfalia, venne formata nel 1978;
- Oberliga Nordrhein: attiva nello stato federato della Renania Settentrionale-Vestfalia, venne formata nel 1978 dall'unione dell’Oberliga Niederrhein e dell’Oberliga Mittelrhein;
- Amateurliga Berlin: attiva a Berlino, venne formata nel 1974;

In seguito alla riunificazione tedesca venne aggiunta nel territorio dell'ex Germania Est la NOFV-Oberliga (1991 - 2012)

## Dal 1994 al 2008: quarto campionato nazionale
Nel 1993 la Federazione calcistica della Germania DFB decise di reintrodurre le Regionalligen a partire dalla stagione 1994-95 come campionato di terzo livello, tra la Zweite Bundesliga e le varie Oberligen, che così diventarono campionato di quarto livello. Dalla prima stagione del nuovo campionato l'Oberliga Nord venne divisa in due, e vennero creati due nuovi campionati, l'Oberliga Hamburg/Schleswig-Holstein e l'Oberliga Niedersachsen/Bremen, ma nel 2004 vennero nuovamente unite per riformare il vecchio campionato.

## Dal 2008: quinto campionato nazionale

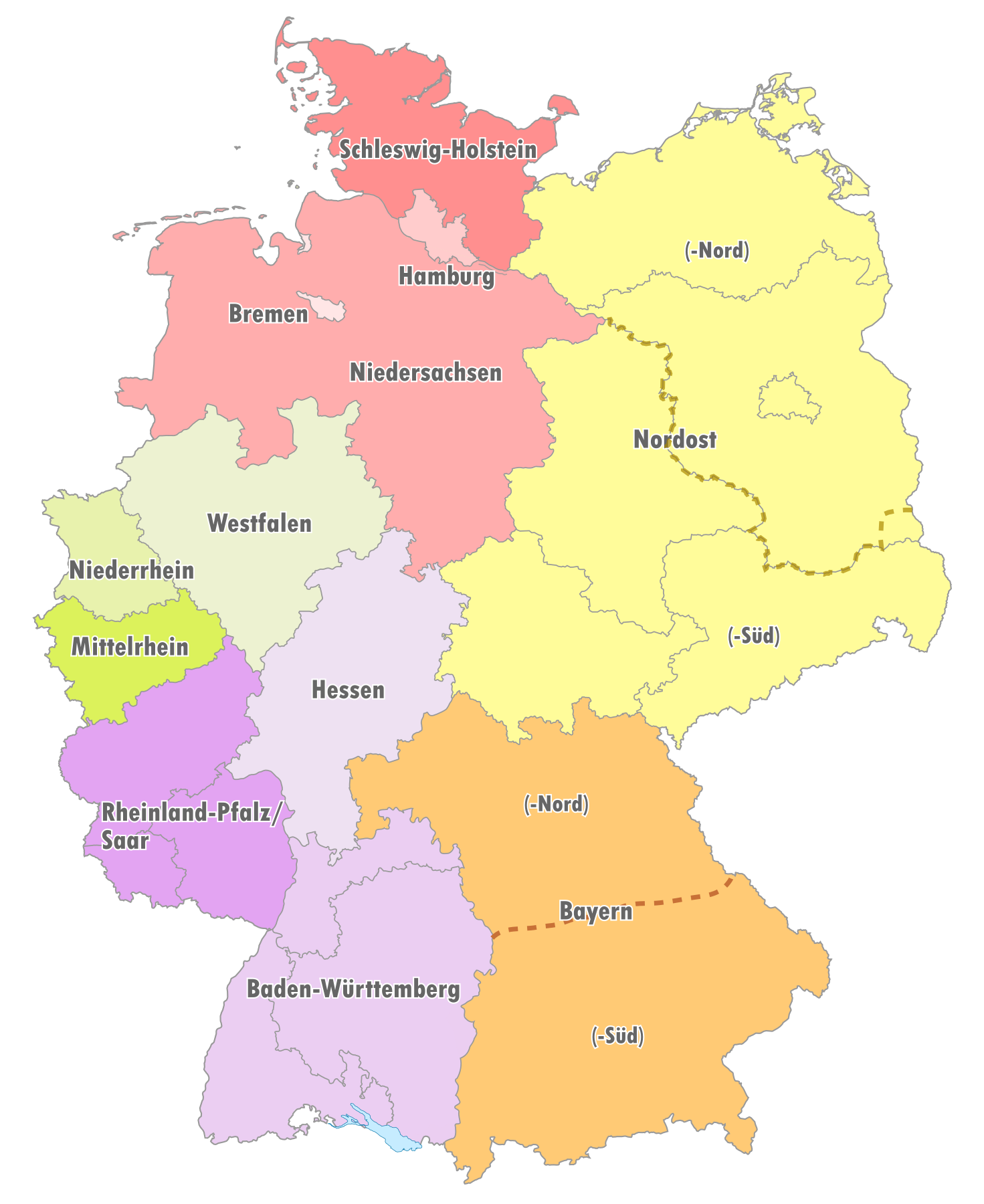
Divisione delle Oberligen dalla stagione 2012-2013

Nel 2008 venne introdotta la 3. Liga, che si piazzò tra la Zweite Bundesliga e la Regionalliga; quindi l'Oberliga divenne quinto campionato nazionale. La squadra riserve di un club può essere promossa in Regionalliga solo se la squadra principale non è anch'essa in Regionalliga, o se è appena retrocessa dalla Zweite Bundesliga.
Nel 2008 c'erano dieci Oberligen, che erano:
- NRW-Liga, attiva nella Renania Settentrionale-Vestfalia;
- Hessenliga, attiva in Assia;
- Oberliga Südwest, attiva in Renania-Palatinato e nel Saarland;
- Oberliga Baden-Württemberg, attiva nel Baden-Württemberg;
- Oberliga Bayern, attiva in Baviera;
- NOFV-Oberliga, attiva nel territorio dell'ex Germania Est;
- Oberliga Hamburg, attiva ad Amburgo;
- Schleswig-Holstein-Liga, attiva nello Schleswig-Holstein;
- Oberliga Niedersachsen, attiva in Bassa Sassonia;
- Bremen-Liga, attiva nello Stato di Brema.

A partire dalla stagione 2012-2013 le Oberligen sono diventate quattordici: infatti la NRW-Liga è stata divisa in tre parti, e sono nate la Mittelrheinliga, l'Oberliga Niederrhein e l'Oberliga Westfalen; inoltre l'Oberliga Südwest è diventata Oberliga Rheinland-Pfalz/Saar.